# Автономный необитаемый подводный аппарат

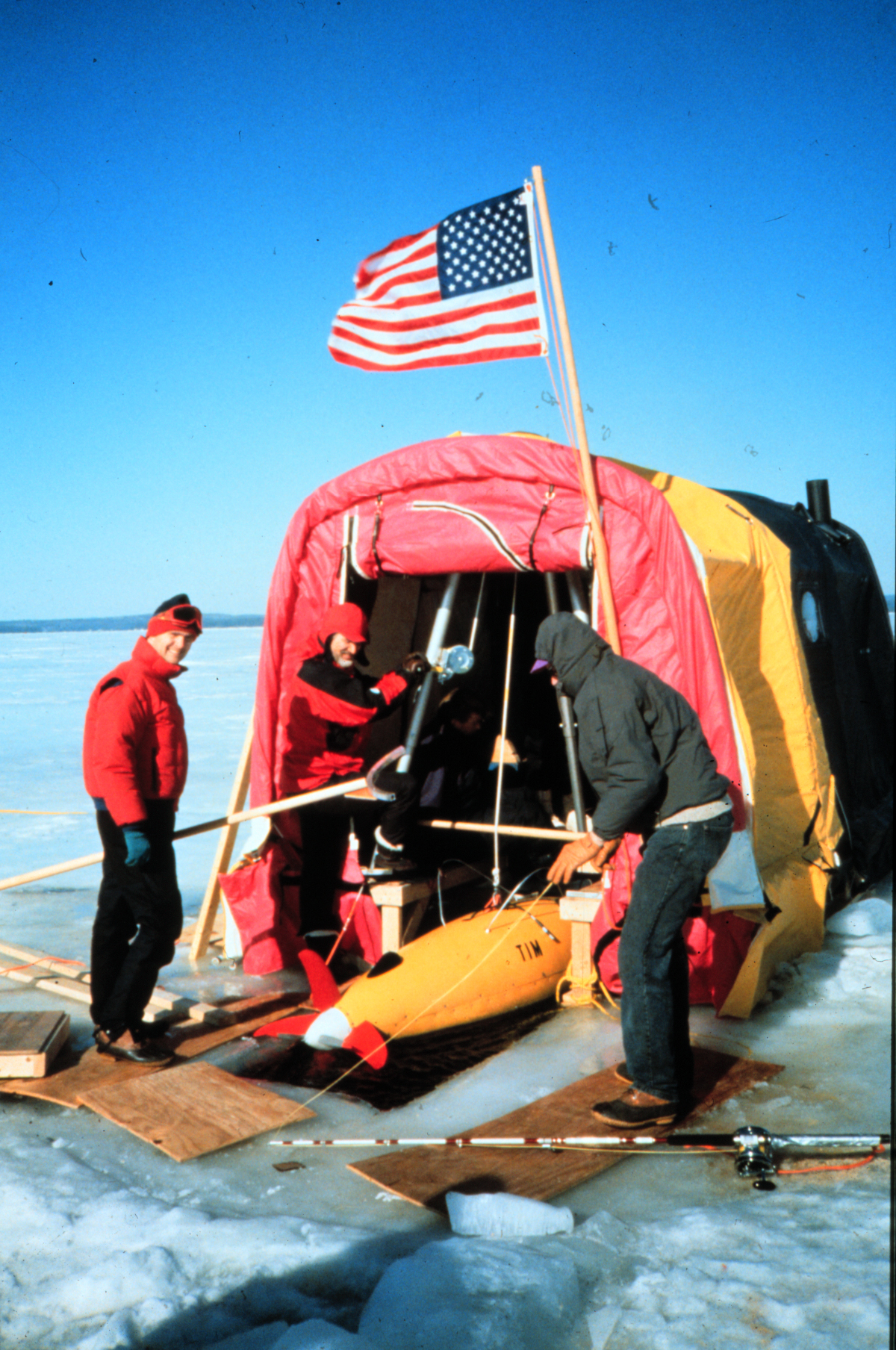
АНПА «Odyssey» опускается под лёд

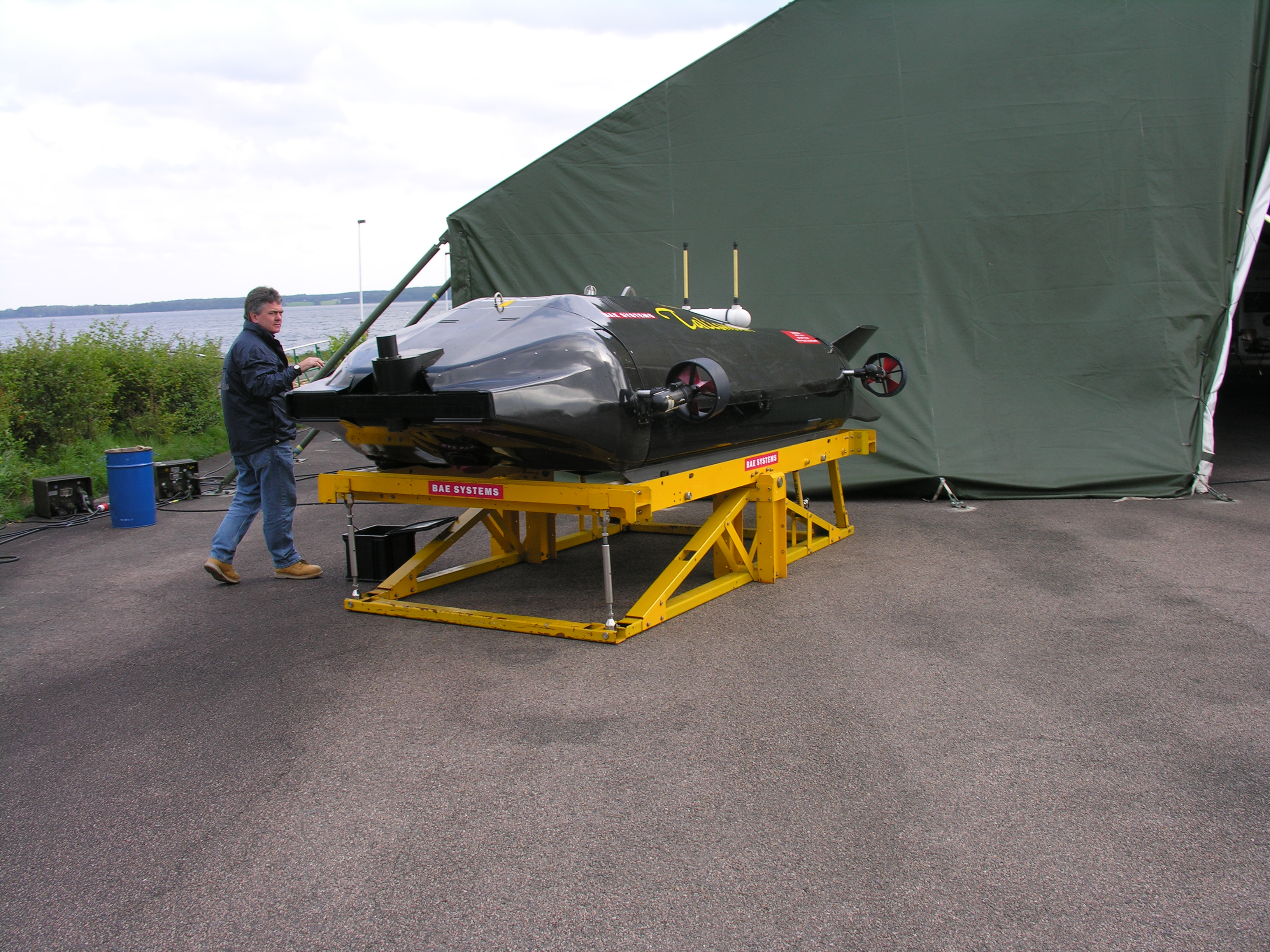
АНПА «Talisman» от BAE System

Автономный необитаемый подводный аппарат (АНПА, англ. AUV — autonomous underwater vehicle) — плавучий объект, подводный робот, напоминающий торпеду или подводную лодку, перемещающийся под водой с целью сбора информации о рельефе дна, о строении верхнего слоя осадков, о наличии на дне предметов и препятствий. Питание аппарата осуществляется от аккумуляторов или другого типа батарей. Некоторые разновидности АНПА способны погружаться до глубины 6000 м. АНПА используются для площадных съёмок, для мониторинга подводных объектов, например трубопроводов, поиска и обезвреживания подводных мин.
АНПА представляют собой особый класс подводно-технических средств (ПТС) с присущими только им функциональными и конструктивными особенностями. Создание и разработка АНПА является сложно реализуемой задачей ввиду выдвигаемых противоречивых требований по использованию и эксплуатации аппаратов данного типа. Например, необходимо обеспечить длительную автономность аппарата за счет использования достаточного количества энергоносителей, но при этом соблюсти ограничение по весу.
Основные задачи, решаемые при помощи АНПА:
1. Обзорно-поисковые работы: инспекция подводных сооружений и коммуникаций, поиск и обследование затонувших объектов.
2. Геологоразведочные работы: топографическая, фото- и видеосъемка морского дна, акустическое профилирование, картографирование рельефа.
3. Подледные работы: обслуживание систем освещения, прокладка кабеля и трубопроводов.
4. Океанографические исследования.
5. Экологический мониторинг.
6. Работы военного назначения: патрулирование, противоминная оборона, рекогносцировка (разведка)[1]

## Образовательные АНПА
С конца XX века процессы разработки и эксплуатации АНПА активно используются в образовании. Существует ряд международных соревнований среди АНПА:
- Robosub, проводятся с 1998 года в США
- SAUC-E, проводятся с 2006 года в Европе
- SAUVC, проводятся с 2013 года в Сингапуре